# Шабер, Филибер
Филибер Шабер (фр. Philibert Chabert; 6 января 1737, Лион — 8 сентября 1814, Мезонз-Альфор близ Парижа) — французский ветеринар и писатель. Был профессором ветеринарной школы в Лионе и директором мезонз-альфорской школы, генеральным инспектором ветеринарных школ.

## Биография
Родился в семье кузнеца. Приехал в Париж с целью продолжения семейного ремесла. Поступил на военную службу в армию принца Конде, где в качестве кузнеца участвовал в ганноверской кампании до 1763 года.
Позже поступил в ветеринарную школу, основанную в Лионе, где позднее был профессором.
В 1780 ему удалось получить направление на работу в ветеринарную школу в Мезонз-Альфоре близ Парижа, которую он позже возглавил.
Был генеральным инспектором королевских ветеринарных школ.
В 1783 избран членом Сельскохозяйственного общества Парижа.
Филибер Шабер — автор ряда статей для «La Feuille du Cultivateur», «Записок Королевского общества сельского хозяйства» в Париже, журнала «Королевского медицинского общества», «Сельскохозяйственного журнала» и журнала «Ветеринарных инструкций» и др.
Осуществил много ценных исследований по борьбе с такими болезнями животных, как сибирская язва, чесотка , парша, сап и т. д. Сыграл ключевую роль в акклиматизации завезенных из Испании во Францию в 1786 году тонкорунных овец породы меринос.
Филибер Шабер был членом Королевского Сельскохозяйственного общества и Медицинского общества Парижа, членом-корреспондентом Института Франции (Французская академия наук).
Кавалер ордена Почётного легиона (1805).

## Избранная библиография
- Traité du charbon ou anthrax dans les animaux (1780);
- Traité des maladies vermineuses dans les animaux (1782);
- Traité de la gale et des dartres des animaux (1783);
- Instruction sur la manière de conduire… les vaches laitières (1785, 1797);
- Instruction sur les moyens de s’assurer de l’exist. de la morve etc. (1785, 1797);
- Traité élém. et prat iq. sur l’engraissement des аnim. domestiques etc. (1812, 6 томов).

Он же издавал «Ветеринарный альманах» (фр. «Almanach vétérinaire»).